# Déleg (canton)
Déleg est un canton d'Équateur situé dans la province de Cañar.